# Yan Siyu
Det här är en artikel om en person med kinesiskt personnamn; Yan är familjenamnet.
Yan Siyu (kinesiska: 严思宇), född 23 oktober 2001, är en kinesisk simhoppare.

## Karriär
Vid asiatiska spelen 2022 i Hangzhou, som arrangerades 2023, tog Yan guld i parhopp från tremeterssvikten tillsammans med He Chao. Vid VM 2025 i Singapore tog han brons i enmeterssvikten.